# Олеховський Михайло Олександрович
16 квітня 1855
Олехо́вський Миха́йло Олекса́ндрович (*16 квітня 1855 Кременчук, Полтавська губернія —†19.12.1909 Полтава, Російська імперія) — український вчений: ґрунтознавець, біолог, краєзнавець; один із фундаторів і перший завідувач Природничо-історичного музею Полтавського губернського земства. Кандидат природничих наук.

## Життєпис
Народився у сім'ї херсонського міщанина Олеховського Олександра Михайловича, статського радника, що був затверджений у дворянстві 27 жовтня 1888 року.
Навчався на природничому відділенні фізико-математичного факультету Новоросійського університету в Одесі, був учнем Іллі Мечникова.
Працював чиновником статистичного бюро Полтавського губернського земства. На пропозицію Василя Докучаєва розробив план історично-природознавчого музею у Полтаві. Був обраний його завідувачем (1891).
Познайомився із М. І. Гавриленком, коли той ще був учнем реального училища і виконував його завдання, розбираючи і систематизуючи у запасниках музею збірки орнітологічних експонатів.
1891 року супроводжував Володимира Вернадського у його подорожі.
1888 року одружився із Марією Євдокимівною Яременко (1867—1943).